# 斯蒂芬·马图林
斯蒂芬·马图林是帕特里克·奥布赖恩的奥布里 - 马图林系列小说中的虚构人物。 这个系列描述了他在拿破仑战争期间作为皇家海军的医生，博物学家和间谍的职业生涯，以及对他心爱的黛安娜·维利尔斯的长期追求。
马图林由保罗·贝塔尼在2003年的电影《怒海争锋：极地远征》饰演 ，又由理查德·迪兰在BBC Radio 4改编的奥布赖恩小说中扮演。